# Rigoletto
Rigoletto là một vở opera ba màn của Giuseppe Verdi. Libretto tiếng Ý viết bởi Francesco Maria Piave dựa trên vở kịch Le roi s'amuse của Victor Hugo. Bất chấp những vấn đề nghiêm trọng ban đầu với hệ thống kiểm duyệt của Áo đang quản lý các nhà hát ở miền bắc nước Ý khi đó, vở opera đã có buổi ra mắt thành công ở La Fenice tại Venice ngày 11 tháng 3 năm 1851.
Nó được nhiều người đánh giá là kiệt tác opera đầu tiên trong nửa sau sự nghiệp của Verdi. Câu chuyện bi thảm của nó xoay quanh công tước trụy lạc xứ Mantua, người hề gù lưng của ông mang tên Rigoletto, và cô con gái xinh đẹp của Rigoletto mang tên Gilda. Tựa đề nguyên thủy của vở opera, La maledizione (Lời nguyền), nói về lời nguyền cho cả công tước và Rigoletto của một cận thần có con gái bị quyến rũ bởi công tước với sự khuyến khích của Rigoletto. Lời nguyền trở thành hiện thực khi Gilda cũng đem lòng yêu công tước và cuối cùng đã hi sinh tính mạng mình để cứu anh khỏi sát thủ được thuê bởi chính cha cô.

## Các vai
| Vai                         | Giọng         | Ca sĩ trong buổi diễn ra mắt 11 tháng 3 năm 1851 (Nhạc trưởng: Gaetano Mares) |
| --------------------------- | ------------- | ----------------------------------------------------------------------------- |
| Rigoletto, hề của công tước | baritone      | Felice Varesi                                                                 |
| Gilda, con cái Rigoletto    | soprano       | Teresa Brambilla                                                              |
| Công tước xứ Mantua         | tenor         | Raffaele Mirate                                                               |
| Sparafucile, sát thủ        | bass          | Paolo Damini                                                                  |
| Maddalena, em Sparafucile   | mezzo-soprano | Annetta Casaloni                                                              |
| Giovanna                    | mezzo-soprano | Laura Saini                                                                   |
| Bá tước Ceprano             | bass          | Andrea Bellini                                                                |
| Nữ bá tước Ceprano, vợ ông  | mezzo-soprano | Luigia Morselli                                                               |
| Matteo Borsa, một cận thần  | tenor         | Angelo Zuliani                                                                |
| Bá tước Monterone           | baritone      | Feliciano Ponz                                                                |
| Marullo                     | baritone      | Francesco De Kunnerth                                                         |
| Người dẫn đường             | bass          | Giovanni Rizzi                                                                |
| Người phục vụ               | mezzo-soprano |                                                                               |
| Hợp xướng nam: dân chúng    |               |                                                                               |

## Nội dung
Địa điểm: Mantua
Thời điểm: thế kỉ 16

### Màn 1
Cảnh 1: Một phòng trong cung điện
Tại một buổi khiêu vũ ở cung điện của mình, công tước hát về một cuộc sống đầy lạc thú với càng nhiều phụ nữ càng tốt: "Questa o quella". Anh đã thấy một cô gái đẹp chưa biết tên ở nhà thờ và mong muốn được sở hữu cô, nhưng đồng thời cũng muốn quyến rũ nữ bá tước Ceprano. Rigoletto, người hề gù lưng của công tước, chế nhạo chồng của những người phụ nữ được công tước để ý đến, và khuyên công tước loại bỏ họ bằng nhà tù hoặc cái chết. Marullo, một khách mời tại buổi khiêu vũ, thông báo cho các nhà quý tộc biết Rigoletto có một "người yêu", nhưng tất cả không ai tin. Các nhà quý tộc quyết tâm trả thù Rigoletto. Sau đó Rigoletto chế nhạo bá tước Monterone, người có con gái bị công tước quyến rũ. Bá tước Monterone bị bắt theo lệnh của công tước và cất lời nguyền rủa công tước và Rigoletto. Lời nguyền thực sự làm Rigoletto sợ hãi.

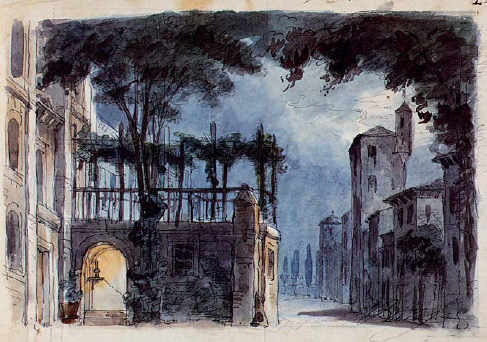
Màn 1, cảnh 2, bài trí sân khấu của Giuseppe Bertoja cho buổi diễn ra mắt của Rigoletto

Cảnh 2: Một con phố, với sân nhà Rigoletto
Vừa nghĩ về lời nguyền, Rigoletto vừa đi về nhà và gặp sát thủ Sparafucile đi tới chỗ ông và gạ gẫm ông thuê mình. Rigoletto nghĩ về đề nghị này nhưng rồi từ chối; Sparafucile bỏ đi sau khi nhắc đi nhắc lại tên mình nhiều lần. Rigoletto suy ngẫm về sự tương đồng giữa hai người: "Pari siamo!"; Sparafucile giết người bằng kiếm, và Rigoletto dùng "miệng lưỡi độc ác" để đâm nạn nhân của mình. Rigoletto mở cửa và nhà gặp con gái Gilda. Họ chào nhau một cách nồng ấm: "Figlia!" "Mio padre!". Rigoletto che giấu con gái khỏi công tước và tất cả mọi người, và cô cũng không biết nghề nghiệp của ông. Do ông cấm cô không được xuất hiện bên ngoài, cô chưa được đi đâu ngoại trừ nhà thờ và cũng không biết cả tên cha cô.
Khi Rigoletto đi ra ngoài, công tước xuất hiện và nghe lén thấy Gilda thú nhận với Giovanna rằng cô cảm thấy tội lỗi vì đã không nói cho cha cô về người thanh niên trẻ cô gặp ở nhà thờ. Cô nói cô đã đem lòng yêu anh nhưng cô sẽ còn yêu anh hơn nếu như anh là một sinh viên nghèo. Trong khi cô đang nói về tình yêu của mình, công tước đi vào vui mừng khôn xiết. Gilda, lo sợ, gọi Giovanna, mà không biết rằng công tước đã bảo bà ta đi. Giả vờ là một sinh viên, công tước thuyết phục Gilda về tình yêu của mình: "È il sol dell'anima". Khi cô hỏi tên của anh, anh ngập ngừng trả lời tên mình là Gualtier Maldè. Nghe thấy tiếng động và lo rằng cha cô trở về, Gilda bảo công tước đi về sau khi họ nhanh chóng trao nhau lời thề yêu thương: "Addio, addio". Khi chỉ còn một mình, Gilda suy ngẫm về tình yêu của mình với công tước, người cô tin chỉ là một sinh viên: "Gualtier Maldè!... Caro nome".
Sau đó, Rigoletto trở về: "Riedo!... perché?", trong khi các nhà quý tộc thù địch đợi bên ngoài tường bao khu vườn (họ tin rằng Gilda là người yêu của ông hề chứ không biết rằng cô là con ông) để sẵn sàng bắt cóc cô gái yếu đuối. Sau khi thuyết phục Rigoletto rằng họ đang đi bắt cóc nữ bá tước Ceprano, họ bịt mắt ông và dùng ông để giúp họ trong vụ bắt cóc: "Zitti, zitti". Với sự giúp đỡ ngoài mong muốn của cha cô, Gilda bị các nhà quý tộc bắt mang đi. Khi nhận ra người bị bắt chính là Gilda, Rigoletto gục xuống, nhớ lại lời nguyền.

### Màn 2
Cung điện của công tước
Công tước lo lắng về việc Gilda biến mất: "Ella mi fu rapita!" và "Parmi veder le lagrime". Các nhà quý tộc đi vào cho anh biết họ đã bắt được người yêu của Rigoletto. Dựa vào mô tả của họ, anh biết ngay đó là Gilda và vội vã đi ngay đến phòng cô bị giữ: "Possente amor mi chiama". Hài lòng về sự phấn khích lạ lùng của công tước, các nhà quý tộc chuyển sang chế nhạo Rigoletto, người vừa bước vào và hát. Ông cố gắng tìm Gilda đồng thời cũng giả vờ không thèm quan tâm, vì ông lo lắng cô rơi vào tay công tước. Cuối cùng, ông thú nhận rằng ông đang đi tìm con gái và xin các nhà quý tộc trả cô lại cho ông: "Cortigiani, vil razza dannata". Rigoletto cố gắng chạy vào phòng nơi Gilda bị giữ nhưng các nhà quý tộc chặn ông lại. Gilda chạy vào và xin cha bảo mọi người đi ra. Các nhà quý tộc đi ra ngoài, tin rằng Rigoletto đã hóa điên. Gilda thú nhận việc cô gặp công tước và những việc xảy ra với cô từ lúc đó: "Tutte le feste al tempio". Trong một bài song ca, Rigoletto đòi trả thù công tước trong khi Gilda cầu xin cho người yêu cô: "Sì! Vendetta, tremenda vendetta!".

### Màn 3
Con phố bên ngoài nhà của Sparafucile
Có thể thấy một phần nhà Sparafucile với hai căn phòng. Rigoletto và Gilda, người vẫn yêu công tước, đi đến bên ngoài căn nhà. Có thể nghe thấy tiếng công tước đang hát "La donna è mobile", mô tả sự không chung thủy và bản chất hay thay đổi của phụ nữ. Rigoletto cho Gilda thấy công tước đến đây để tán tỉnh em gái Sparafucile là Maddalena: "Bella figlia dell'amore".
Rigoletto ngã giá với sát thủ, người đã sẵn sàng giết khách của mình vì tiền, và hứa trả hắn 20 scudi để giết công tước. Ông yêu cầu con gái mặc giả đàn ông để chuẩn bị đi Verona và nói ông sẽ theo sau cô. Khi trời tối, một cơn bão xuất hiện và công tước quyết định ở lại. Sparafucile cho anh phòng ngủ tầng trệt.
Gilda vẫn yêu công tước dù biết anh không chung thủy. Cô quay trở lại mặc như đàn ông. Cô nghe thấy Maddalena cầu xin anh tha cho công tước, và Sparafucile hứa nếu trước nửa đêm có thể tìm ra một người khác thay thế công tước, hắn sẽ tha mạng cho công tước. Gilda quyết định hi sinh để cứu công tước và đi vào nhà. Cô ngay lập tức bị đâm và gục xuống chết.
Lúc nửa đêm, khi Rigoletto mang tiền tới, ông nhận được một cái xác bọc trong bao tải, và hân hoan trong thắng lợi của mình. Sau khi buộc đá vào bao, ông chuẩn bị ném nó xuống sông thì nghe thấy tiếng công tước hát bài aria "La donna è mobile". Cảm thấy hoang mang, Rigoletto mở bao tải và trong nỗi tuyệt vọng, nhận ra con gái đã bị đâm chết. Trong một khoảnh khắc, cô hồi sinh và tuyên bố cô hài lòng đã chết vì người mình yêu: "V'ho ingannato". Cô chết trong vòng tay ông. Nỗi lo sợ không ngờ tới nhất của Rigoletto đã trở thành hiện thực và ông kêu lên kinh hãi: "La maledizione!".